# Gracija Brajković
Msgr. Gracija Brajković (Perast, 1915. – 1994.), hrvatski kulturni povjesničar iz Boke kotorske, veliki zaljubljenik i istraživač peraške crkvene drame. Otkrio je 1968. godine u pećini Spila iznad Perasta, tragove neolitske kulture. Ti su nalazi najstariji koji su do sada pronađeni u zaljevu (3500 godina prije Krista).

## Izabrani radovi
- Najstariji slojevi pomorskog naselja Perast, u 12 vjekova Bokeljske mornarice, Beograd, 1972.
- Prilozi pitanjima pomorskog školovanja u Perastu. Zbornik Više pomorske škole u Kotoru, 1(1974)
- Poezija baroka XVII i XVIII vijeka. Antologija (uredili: M. Milošević i G. Brajković), Titograd 1976.
- Proza baroka XVII i XVIII vijeka. Antologija (uredili: M. Milošević i G. Brajković), Titograd 1976.
- Peraštanin Nikola Burović prepisivač Vetranovićeve Istorije od Dijane. Forum, 21(1982)
- Admiral Matija Zmajević i njegovo doba, Zbornik Kotorske sekcije Društva istoričara Crne Gore, god. III, str. 121-133, Kotor, 1985.
- Mala spomen medalja pomorske bitke braće Ivanovića 1756. godine i herojski ep Ivana Antuna Nenadića, Godišnjak Pomorskog muzeja u Kotoru (dalje: GPMK), sv. 33. – 34., Kotor 1985. – 1986., str. 115. – 127.
- Neki manje proučavani primjeri građanske i crkvene arhitekture spomeničkog karaktera u Kotorskoj opštini, Godišnjak Pomorskog Muzeja u Kotoru XXXV-XXXVI, 1987-1988.
- Freska Tripa Kokolje u crkvi sv. Ane u Perastu, 1988.
- Gospa od Škrpjela: Perast (tekst Gracija Brajković, Branko Sbutega), 1988.
- Natpis na kamenoj ploči o piratskom napadu Peraštana na turski brod pod Dračom 1702. godine, 1989.
- Najstarija slika broda u zbirci na otoku Gospe od Škrpjela, 1990.

## Vanjske poveznice
- WorldCat